# Molekülbibliothek
Eine Ansammlung verschiedener chemischer Verbindungen wird in der Biochemie als Molekülbibliothek oder auch Molekülpool bezeichnet. Molekülbibliotheken dienen beispielsweise der Entwicklung neuer Medikamente oder Diagnostika.

## Anwendung
Molekülbibliotheken werden in verschiedenen biochemischen Verfahren, wie beispielsweise SELEX oder in der Chemischen Genetik verwendet. Mit ihnen werden meist Hochdurchsatz-Screenings durchgeführt. Dabei wird die Gesamtheit der Moleküle bestimmten Zielstrukturen (Targets) ausgesetzt. Diese Zielstrukturen können beispielsweise Enzyme, Rezeptoren oder Ionenkanäle sein. In sogenannten Assays werden die Moleküle aus dem Molekülpool identifiziert, die sich am besten an die Zielstruktur gebunden haben. Diese Moleküle können dann chemisch weiter modifiziert und erneut getestet werden. Man spricht bei diesen Verfahren auch von in vitro random selection.
Bis ein Medikament zugelassenen wird, folgen weitere verschiedene präklinische (Tierversuch) und klinische Phasen, die sich über mehrere Jahre hinweg erstrecken können.

## Hintergrund
Die Molekülbibliotheken sind das Gegenteil eines rationalen zielgerichteten Moleküldesigns. Es handelt sich um ein heuristisches Versuch und Irrtum-Vorgehen (trial & error), das iterativ das gestellte Problem lösen soll. Der Hintergrund ist, dass ein Design von Biomolekülen mit definierten Strukturen und Funktion im Labor heute noch nicht möglich ist. Die Kenntnisse über Proteinfaltungen, beziehungsweise eine Vorhersage selbiger, sind völlig unzureichend. Ebenso ist das Wissen über die katalytischen Funktionen von Biomolekülen nur rudimentär vorhanden.